# Peste Negra
Peste Negra (também conhecida como Grande Peste, Peste ou Praga) foi uma das pandemias mais devastadoras registadas na história humana, tendo resultado na morte de 25 a 75 milhões de pessoas na Eurásia, atingindo o pico na Europa entre os anos de 1347 e 1351. Acredita-se que a bactéria Yersinia pestis, que resulta em várias formas de peste (septicémica, pneumónica e, a mais comum, bubónica), tenha sido a causa. A Peste Negra foi o primeiro grande surto europeu de peste e a segunda pandemia da doença. A praga criou uma série de convulsões religiosas, sociais e económicas, com efeitos profundos no curso da história da Europa.
A Peste Negra provavelmente teve a sua origem na Ásia Central ou na Ásia Oriental, de onde viajou ao longo da Rota da Seda, atingindo a Crimeia em 1343. De lá, era provavelmente transportada por pulgas que viviam nos ratos que viajavam em navios mercantes genoveses, espalhando-se por toda a bacia do Mediterrâneo, atingindo o resto da Europa através da península italiana.
Estima-se que a Peste Negra tenha matado entre 30% a 60% da população da Europa. No total, censos dos últimos anos estimam que a peste pode ter reduzido a população mundial de 475 milhões para 350–375 milhões no século XIV. A população da Europa demorou cerca de 200 anos a recuperar o nível anterior e algumas regiões (como Florença) recuperaram apenas no século XIX. A peste retornou várias vezes como surtos até ao início do século XX.

## Etimologia
Escritores europeus contemporâneos descreveram a doença da peste, em latim, como pestis ou pestilentia — equivalente a "pestilência"; epidemia — continuando com a mesma escrita na língua portuguesa; e mortalitas — equivalente a "mortalidade". Em inglês antes do século XVIII, o evento era chamado de "peste" ou "grande peste", "a praga" ou "grande morte". Posteriormente à pandemia, "o primeiro murrain" ou "primeira peste" foi aplicada, para distinguir o fenômeno de meados do século XIV de outras doenças infecciosas e epidemias de peste. A pandemia de 1347 não foi referida especificamente como "negra" nos séculos XIV e XV em nenhuma língua europeia, embora a expressão "morte negra" tenha sido ocasionalmente aplicada a doenças fatais de antemão.
A frase "morte negra" (mors nigra) foi usada em 1350 por Simon de Covino ou Couvin, um astrónomo belga, que escreveu o poema "Sobre o julgamento do sol em uma festa de Saturno" (De judicio Solis in convivio Saturni), que atribui a peste a uma conjunção de Júpiter e Saturno. Em 1908, Gasquet alegou que o uso do nome atra mors para a epidemia do século XIV apareceu pela primeira vez em um livro de 1631 sobre a história dinamarquesa de J. I. Pontanus: "Comummente e pelos seus efeitos, eles chamavam de morte negra" (Vulgo & ab effectu atram mortem vocitabant). O nome espalhou-se pela Escandinávia e depois pela Alemanha, tornando-se gradualmente associado à epidemia de meados do século XIV como um nome próprio.
Contudo, atra mors é um termo usado para se referir à febre pestilencial (febris pestilentialis) já no século XII, Sobre os sinais e sintomas de doenças (em latim: De signis et sinthomatibus egritudinum) pelo médico francês Gilles de Corbeil. Em inglês, o termo foi usado pela primeira vez em 1755.

## Cronologia

### Origens

Propagação da peste na Eurásia ocidental, 1346–1353

A doença da peste, causada por Yersinia pestis, é geralmente presente em populações de pulgas transportadas por roedores terrestres, incluindo marmotas em várias áreas, incluindo Uganda, oeste da Arábia, Curdistão, Norte da Índia, Deserto de Gobi, no Norte da China, e Ásia Central. Devido às mudanças climáticas na Ásia, os roedores começaram a fugir dos prados secos para áreas mais populosas, espalhando a doença. Em outubro de 2010, médicos geneticistas sugeriram que todas as três grandes ondas da peste tiveram a sua origem na China. Pesquisas em 2017 sobre sepulturas nestorianas datadas de 1338 a 1339, perto de Issyk-Kul, no Quirguistão, com inscrições referentes a peste, levaram muitos epidemiologistas a pensar que marcam o surto da epidemia; de onde poderia facilmente se espalhar para a China e para a Índia.
Pesquisas em 2018 encontraram evidências de Yersinia pestis num antigo túmulo sueco, que pode ter sido a causa do que foi descrito como o declínio neolítico por volta de 3000 a.C., em que as populações europeias diminuíram significativamente. Em 2013, os pesquisadores confirmaram especulações anteriores de que a causa da Praga de Justiniano (541–542 d.C., com recorrências até 750) foi Yersinia pestis.
A conquista mongol da China no século XIII causou um declínio na agricultura e no comércio. A recuperação económica foi observada no início do século XIV. Na década de 1330, muitos desastres e pragas naturais levaram à fome generalizada, começando em 1331, com uma praga mortal aparecendo logo depois. Epidemias, que podem ter incluído a peste, mataram cerca de 25 milhões na Ásia durante quinze anos antes de chegar a Constantinopla em 1347.
A doença pode ter viajado ao longo da Rota da Seda com exércitos e comerciantes mongóis, ou poderia até ter chegado de navio. No final de 1346, relatos de pestes chegaram aos portos da Europa: "a Índia foi despovoada, e a Tartária, a Mesopotâmia, a Síria e a Arménia estavam cobertas de cadáveres".
Segundo diversos relatos, a peste foi introduzida pela primeira vez na Europa por comerciantes genoveses da cidade portuária de Kaffa, na Crimeia, em 1347. Durante um prolongado cerco à cidade pelo exército mongol sob Jani Beg, cujo exército sofria da doença, o exército catapultou cadáveres infectados sobre as muralhas da cidade de Kaffa para infectar os habitantes dentro da cidade. Os comerciantes genoveses fugiram, levando a peste de navio para a Sicília e depois para a península italiana, de onde se espalhou para o norte. Seja essa hipótese precisa ou não, é claro que várias condições existentes, como guerras, fome, clima e desigualdade social, contribuíram para a gravidade da Peste Negra. Entre muitos outros culpados de contágio por peste, a desnutrição, mesmo que distante, também contribuiu para uma perda imensa na população europeia, pois enfraquecia o sistema imunológico.

### Surto na Europa
Parece ter havido várias introduções na Europa. A peste atingiu a Sicília em outubro de 1347, transportada por doze galés genovesas e rapidamente se espalhou por toda a ilha. As galés de Kaffa chegaram a Génova e Veneza em janeiro de 1348, mas foi o surto em Pisa, algumas semanas depois, que marcou o ponto de entrada para o norte da Itália. No final de janeiro, uma das galés expulsas da Itália chegou a Marselha.
Da Itália, a doença espalhou-se para o noroeste por toda a Europa, atingindo a França, a Espanha que foi atingida pelo calor — a epidemia ocorreu nas primeiras semanas de julho, Portugal e Inglaterra em junho de 1348, continuando também a espalhar-se para o leste e norte através de Alemanha, Escócia e Escandinávia de 1348 a 1350. Foi introduzida na Noruega em 1349, quando um navio desembarcou em Askøy, espalhando-se depois para Bjørgvin (moderna Bergen) e Islândia.

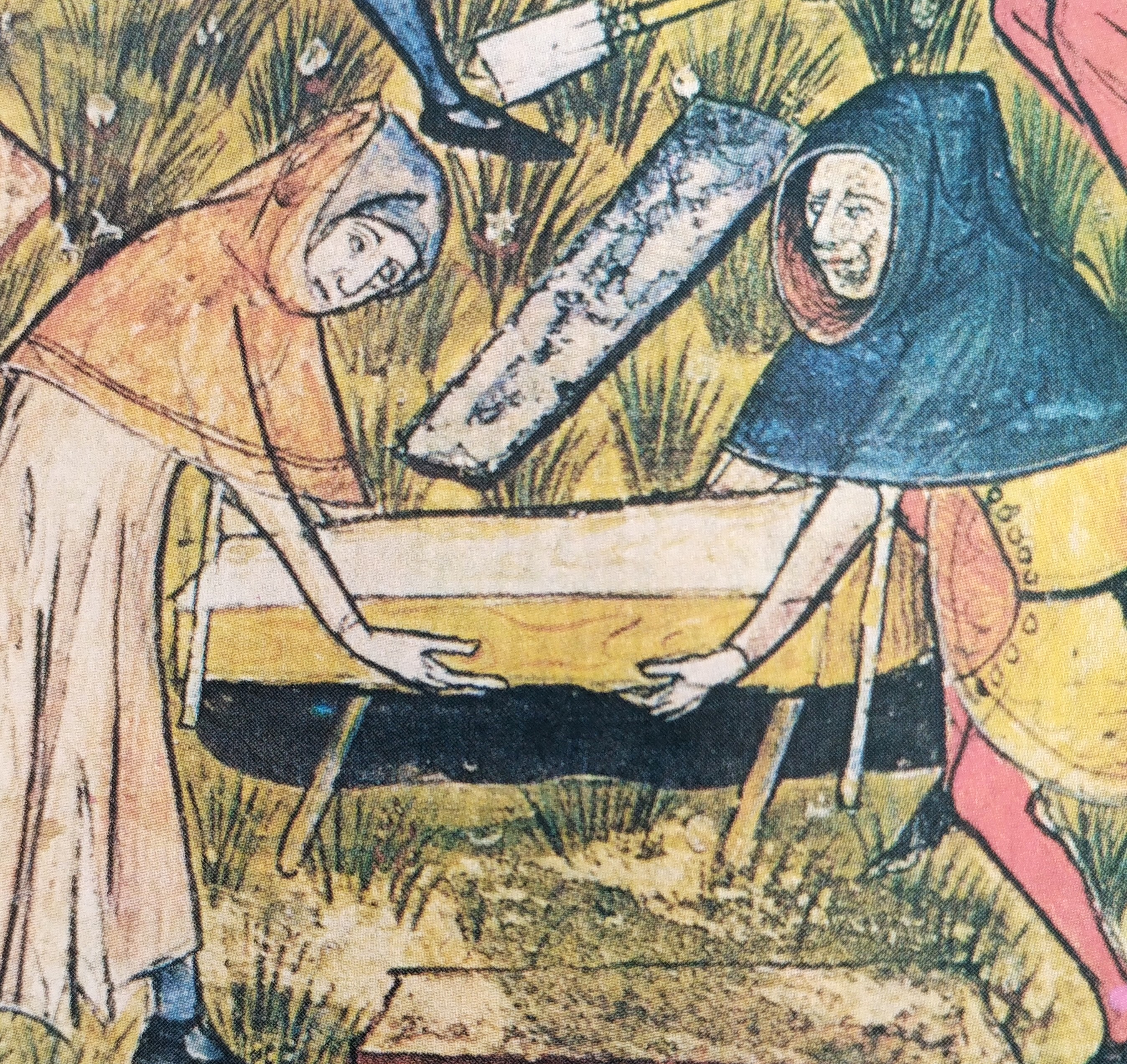
Pessoas na Inglaterra enterrando vítimas de peste negra

Por fim, continuou a propagar-se para o noroeste da Rússia em 1351. A peste foi menos comum em partes da Europa com comércio menos desenvolvido com os seus vizinhos e através de quarentenas, incluindo a maioria do País Basco, partes isoladas da Bélgica, da Holanda, Polônia e aldeias alpinas isoladas de todo o continente.
Segundo alguns epidemiologistas, períodos de clima desfavorável dizimaram populações de roedores infectados pela peste e forçaram as suas pulgas a procurar hospedeiros alternativos, induzindo surtos de peste que frequentemente atingiam o pico do verão quente do Mediterrâneo, bem como durante os frio meses de outono dos estados do sul do Báltico. No entanto, outros pesquisadores não acham que a peste tenha-se tornado endémica na Europa ou na população de ratos. A doença varreu repetidamente os transportadores de roedores, de modo a que as pulgas desapareceram até que um novo surto da Ásia Central repetisse o processo. Foi demonstrado que os surtos ocorrem aproximadamente quinze anos após um período mais quente e húmido em áreas onde a peste é endémica em outras espécies, como gerbos.

### Surto no Médio Oriente
A peste atingiu várias regiões do Médio Oriente durante a pandemia, levando a um grave despovoamento e mudanças permanentes nas estruturas económicas e sociais. Pode ter-se espalhado da Ásia Central com os mongóis para um posto comercial na Crimeia, de nome Kaffa, controlado pela República de Génova. Quando roedores infectados infectaram novos roedores, a doença espalhou-se por toda a região. No outono de 1347, a peste atingiu Alexandria no Egipto, através do comércio do porto com Constantinopla e outros portos no Mar Negro. Durante 1347, a doença viajou para o leste, para Gaza, e para o norte, ao longo da costa leste, para as cidades modernas do Líbano, Síria, Israel e Palestina, incluindo Ashkelon, Acre, Jerusalém, Sidon, Damasco, Homs e Alepo. Em dois anos, a peste espalhou-se por todo o império muçulmano, da Arábia ao norte da África. Entre 1348 e 1349, a doença atingiu Antioquia. Os moradores da cidade fugiram para o norte, mas a maioria acabou morrendo durante a viagem.
Meca foi infectada em 1349. Durante o mesmo ano, os registos mostram que a cidade de Mosul sofreu uma epidemia maciça e a cidade de Bagdade passou por uma segunda ronda da doença.
Os estudiosos religiosos muçulmanos ensinaram que a peste era um "martírio e misericórdia" de Deus, garantindo o lugar do crente no paraíso. Para os não crentes, foi um castigo. Alguns médicos muçulmanos alertaram contra a tentativa de prevenir ou tratar uma doença enviada por Deus. Outros adoptaram muitas das mesmas medidas e tratamentos preventivos para a peste usada pelos europeus. À semelhança dos europeus, esses médicos muçulmanos também dependiam dos escritos dos antigos gregos.

## Causas

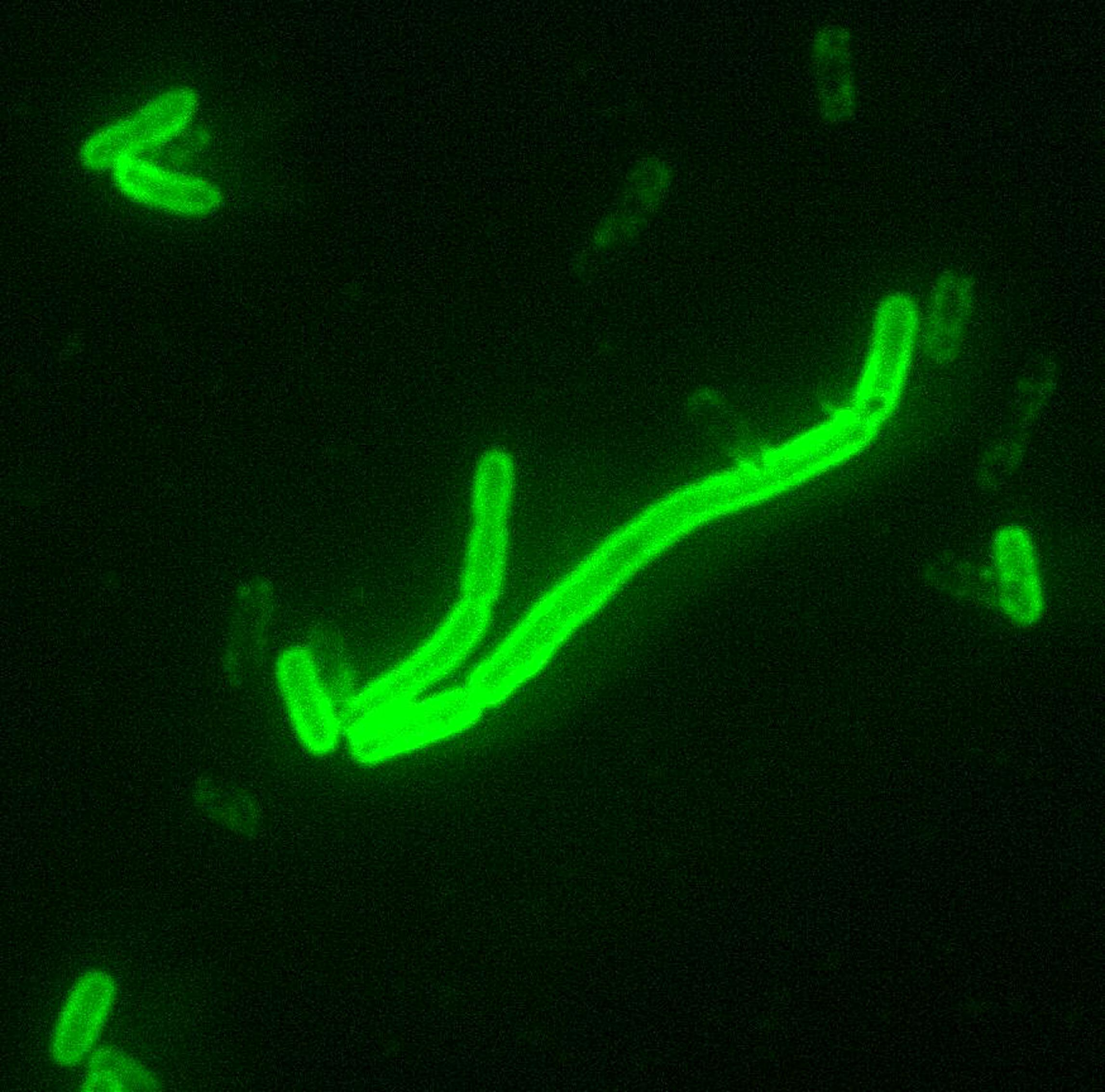
Yersinia pestis (aumento de 200 ×), a bactéria que causa a peste bubónica

O conhecimento médico havia estagnado durante a Idade Média. O relato mais autoritário da época veio da faculdade de medicina de Paris, num relatório ao rei da França que culpava os céus, na forma de uma conjunção de três planetas em 1345 que causou uma "grande peste no ar". Este relatório tornou-se no primeiro e mais amplamente divulgado de uma série de folhetos sobre a peste que buscavam dar conselhos aos que sofrem. O facto de a praga ter sido causada pelo mau ar tornou-se a teoria mais amplamente aceite na época, a teoria do miasma. A palavra praga não se referia inicialmente a uma doença específica, e apenas a recorrência de surtos durante a Idade Média deu a ela o significado que persiste na medicina moderna.
A importância da higiene foi reconhecida apenas no século XIX; até então, as ruas eram geralmente imundas, com animais vivos de todo tipo e abundantes parasitas, facilitando a propagação de doenças transmissíveis. Um avanço médico precoce como resultado da Peste Negra foi o estabelecimento da ideia de quarentena na cidade-estado de Ragusa (moderna Dubrovnik, Croácia) em 1377, após contínuos surtos.
Hoje, a explicação dominante para a peste negra é a teoria da peste, que atribui o surto a Yersinia pestis, também responsável por uma epidemia iniciada no sul da China em 1865, que se espalhou mais tarde para a Índia. A investigação do agente patogénico que causou a praga do século XIX foi iniciada por equipas de cientistas que visitaram Hong Kong em 1894, entre os quais o bacteriologista franco-suíço Alexandre Yersin, após o qual o agente patogénico foi nomeado. O mecanismo pelo qual Y. pestis é normalmente transmitido foi estabelecido em 1898 por Paul-Louis Simond e descobriu-se que envolvia picadas de pulgas cujos intestinos estavam obstruídos pela replicação de Y. pestis vários dias após a alimentação em um hospedeiro infectado. Esse bloqueio mata as pulgas e leva-as a um comportamento alimentar agressivo e tenta eliminar o bloqueio por regurgitação, resultando em milhares de bactérias da peste sendo liberadas no local de alimentação, infectando o hospedeiro. No entanto, a modelagem da peste epizoótica observada em cães-da-pradaria, sugere que reservatórios ocasionais de infecção, como uma carcaça infecciosa, em vez de "pulgas bloqueadas", são uma explicação melhor para o comportamento epizoótico observado da doença na natureza.
O historiador Francis Aidan Gasquet escreveu sobre a Grande Peste em 1893, sugerindo que "parecia ser alguma forma da praga oriental ou bubónica comum". Ele conseguiu adoptar a epidemiologia da peste bubónica pela peste negra para a segunda edição em 1908, implicando ratos e pulgas no processo, e sua interpretação foi amplamente aceite para outras epidemias antigas e medievais, como a peste de Justiniano, que ocorreu no Império Bizantino de 541 a 700 d.C.
Uma estimativa da taxa de mortalidade de casos para a peste bubónica moderna, após a introdução de antibióticos, é de 11%, embora possa ser maior em regiões subdesenvolvidas. Os sintomas da doença incluem febre de 38–41 °C, dores de cabeça, dores nas articulações, náuseas e vómitos, e uma sensação geral de mal-estar. Deixados sem tratamento, dos que contraem a peste bubónica, 80% morrem em oito dias. Já a peste pneumónica tem uma taxa de mortalidade de 90 a 95%. Os sintomas incluem febre, tosse e escarro com sangue. À medida que a doença progride, o escarro torna-se vermelho vivo. A peste septicémica é a menos comum das três formas, com uma taxa de mortalidade próxima a 100%. Os sintomas são febre alta e manchas roxas na pele (púrpura devido à coagulação intravascular disseminada). Nos casos de peste pneumónica e particularmente septicémica, o progresso da doença é tão rápido que muitas vezes não há tempo para o desenvolvimento de linfonodos aumentados.
Várias teorias alternativas, implicando outras doenças na pandemia da Peste Negra, também foram propostas por alguns cientistas modernos.

### Evidência de ADN

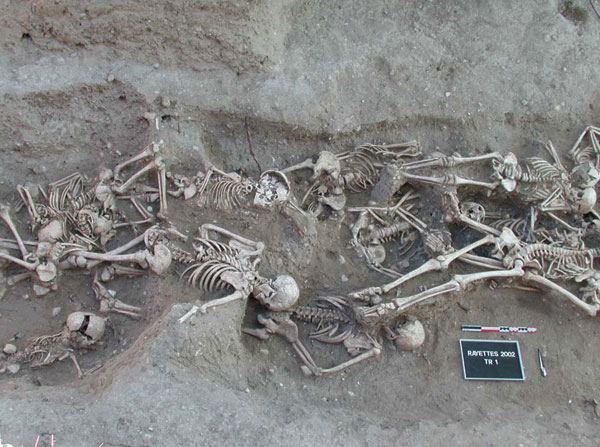
Esqueletos numa vala comum de 1720 a 1721 em Martigues, França, renderam evidências moleculares do ramo orientalis de Yersinia pestis, o organismo responsável pela peste bubónica. A segunda pandemia de peste bubónica esteve activa na Europa desde 1347, o início da peste negra, até 1750

Em 1998, Drancourt et al. relataram a detecção de ADN de Y. pestis na polpa dental humana de um túmulo medieval. Outra equipe liderada por Tom Gilbert questionou essa identificação e as técnicas empregues, afirmando que esse método "não nos permite confirmar a identificação de Y. pestis como agente etiológico da Peste Negra e das pragas subsequentes. Além disso, a utilidade da técnica de ADN publicada com base em dentes antigos, usada para diagnosticar bacteremias fatais em epidemias históricas, ainda aguarda confirmação independente".
A confirmação definitiva do papel de Y. pestis chegou em 2010 com uma publicação no PLOS Pathogens de Haensch et al. Eles avaliaram a presença de ADN / RNA com técnicas de reação em cadeia da polimerase (PCR) para Y. pestis das cavidades dentárias em esqueletos humanos de valas comuns no norte, centro e sul da Europa, associadas arqueologicamente com a Peste Negra e ressurgimentos subsequentes. Os autores concluíram que essa nova pesquisa, juntamente com análises anteriores do sul da França e da Alemanha, "encerra o debate sobre a causa da Peste Negra e demonstra inequivocamente que Y. pestis foi o agente causador da peste epidémica que devastou a Europa durante a Idade Média ". Em 2011, esses resultados foram confirmados com evidências genéticas derivadas de vítimas da Peste Negra no cemitério de East Smithfield, na Inglaterra. Schuenemann et al. concluiu em 2011 "que a peste negra na Europa medieval foi causada por uma variante de Y. pestis que pode não existir mais".
Mais tarde em 2011, Bos et al. relatou na Nature o primeiro rascunho do genoma de Y. pestis a partir de vítimas da peste do mesmo cemitério de East Smithfield e concluiu que o ramo que causou a Peste Negra é ancestral relativamente aos ramos mais modernos de Y. pestis.
Desde essa época, outros trabalhos em genomas confirmaram ainda mais a localização filogenética da cepa Y. pestis responsável pela Peste Negra como a ancestral das epidemias posteriores da peste, incluindo a terceira pandemia de peste, causada por um ramo descendente da responsável pela Praga de Justiniano. Além disso, os genomas da peste significativamente mais antigos, na pré-história, foram recuperados.
O ADN retirado de 25 esqueletos de Londres do século XIV mostrou que a peste é de um ramo de Y. pestis quase idêntico ao que atingiu Madagascar em 2013.

## Consequências
| “ | A causa da epidemia [peste negra] é o bacilo yersinia pestis, transmitido aos seres humanos pelas pulgas dos ratos [...]. O foco originário é localizável na região dos Himalaias; daqui começa a difundir-se quando a criação do Império Mongol multiplica os contactos entre as vastas regiões asiáticas e entre estas e a Europa.[...] As fontes da época interpretam a doença como um flagelo divino ou como a ação criminosa de grupos de infiéis: protegem-se da peste com procissões, peregrinações, flagelações, mas também com cenas de histeria coletiva e perseguições contra os judeus. | ” |
| — Catia Di Girolamo, «A peste negra e a crise do século XIV», in Umberto Eco (dir.), Idade Média. Castelos, Mercadores e Poetas, 1.ª ed., Alfragide, Publicações Dom Quixote, 2014, pp. 75-76. (Texto adaptado) | |   |

### Mortes

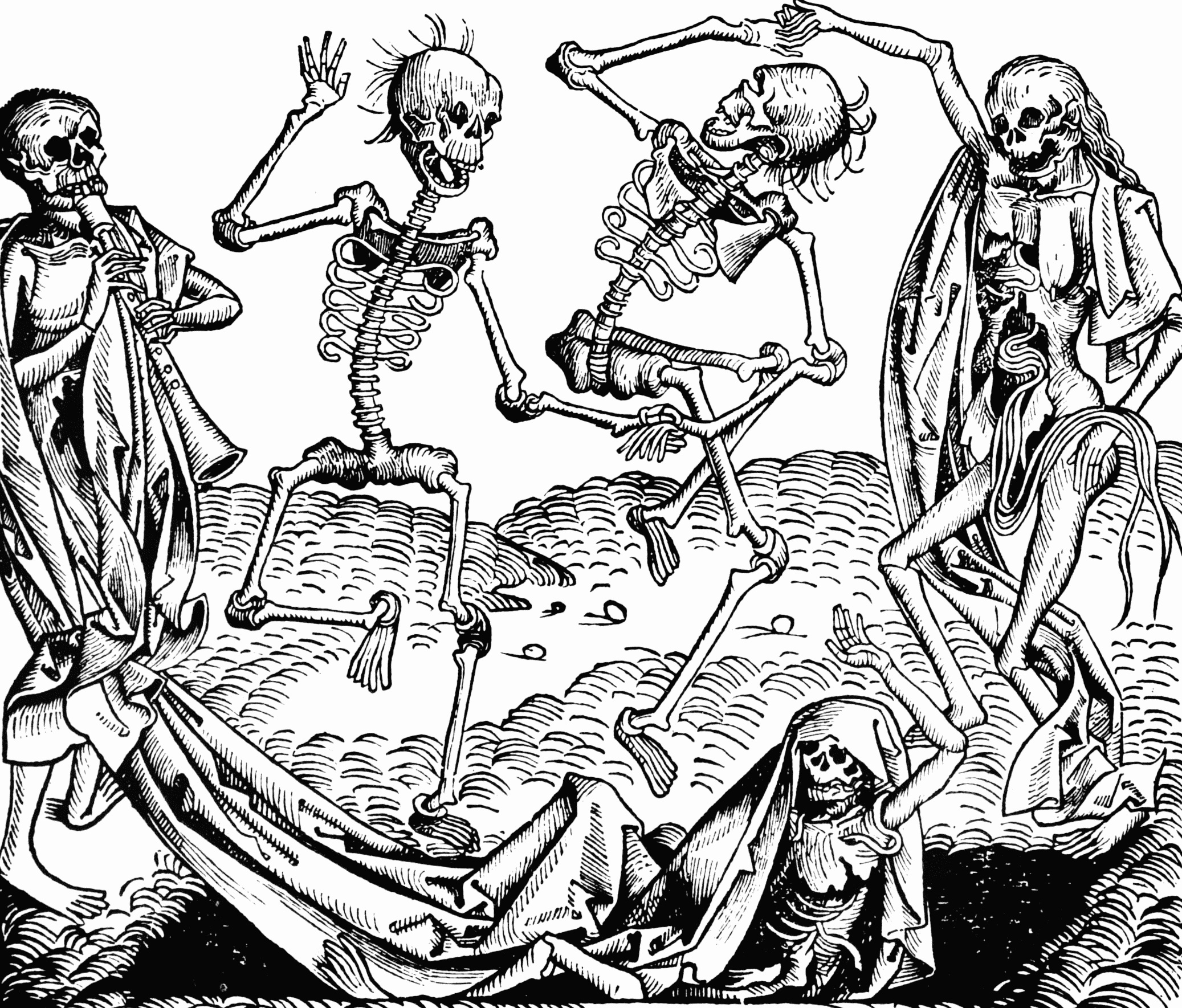
Inspirado na Peste Negra, A Dança da Morte, ou Danse Macabre, uma alegoria sobre a universalidade da morte, era um motivo de pintura comum no final do período medieval

Não há números exatos para o número de mortos, variando amplamente por localidade. Nos centros urbanos, quanto maior a população antes do surto, maior a duração do período de mortalidade. Estima-se que a peste tenha matado cerca de 25 a 75 milhões de pessoas na Eurásia. A taxa de mortalidade da Peste Negra no século XIV foi maior que o surto da yersinia pestis que ocorreu na Índia no século XX, matando até 3% da população em certas cidades do país.
O historiador americano Philip Daileader, acredita que durante quatro anos, 45 a 50% da população europeia teriam morrido de peste. O norueguês Ole Benedictow, supõe que a população no continente europeu naquela época estaria em torno de 80 milhões de habitantes. A partir disso, sugere que o número de mortes pode ter acometido 60% da população na Europa — cerca de 50 milhões morreram na Peste Negra. Em 1348, a peste espalhou-se de uma forma tão rápida que, antes dos médicos ou autoridades governamentais pudessem planejar uma forma de rastrear sua origem, 30% da população européia já havia sido dizimada pela doença; nas grandes cidades, não era raro encontrar dados evidenciando 50% de mortes. Metade da população de Paris morreu. Na Itália, a população de Florença foi reduzida de 110–120 mil habitantes em 1338 para 50 mil em 1351. Pelo menos 60% da população de Hamburgo e Bremen pereceram, e uma porcentagem semelhante em Londres pode ter acometido os moradores da cidade, com um número de mortos de aproximadamente 62 mil entre 1346 e 1353. Os registros fiscais de Florença sugerem que 80% da população da cidade morreram em quatro meses em 1348. Antes de 1350, havia cerca de 170 mil assentamentos na Alemanha, sendo reduzido em quase 40 mil em 1450. A doença contornou algumas áreas, sendo que as áreas mais isoladas sofreram menos pelo contágio pandêmico. A peste não esteve presente em Douai, França, até a virada do século XV, impactando de modo menos severo também em Hainaut, Finlândia, norte alemão e áreas da Polônia. Monges, freiras e padres foram especialmente atingidos, pois estavam em contato direto ao cuidarem das vítimas da doença.

Iluminura de Pierart dou Tielt, Tractatus quartus de Gilles Li Muisis, Tournai, c. 1353. Ilustração dos cidadãos de Tournai enterrando as vítimas da peste (c 1353)

O médico do papado de Avinhão, Raimundo Chalmel de Vinario, observou que a taxa de mortalidade e surtos decresceram em 1347–48, 1362, 1371 e 1382, de acordo com o tratado De epidemica. No primeiro surto (1347–48), dois terços da população contraíram a peste e a maioria dos pacientes morreram. No segundo (1362), metade da população ficou doente, mas apenas alguns morreram. No terceiro (1371), um décimo foi afetado e muitos sobreviveram, enquanto que na quarta ocorrência (1382), apenas um em cada vinte pessoas adoeceram, sobrevivendo a maioria. Na Europa, durante a década de 1380, afetou predominantemente crianças. O médico papal reconheceu que o tratamento através da sangria era ineficaz — embora continuasse indicando este tratamento para membros da Cúria Romana — alegando que todos os casos verdadeiros de peste eram causados por fatores astrológicos e incuráveis; ele próprio nunca foi capaz de efetuar uma cura.
A estimativa de mortalidade mais amplamente aceita para o Oriente Médio durante esse período — incluindo Iraque, Irão e Síria, é de cerca de um terço da população. A Peste Negra matou cerca de 40% da população do Egito. No Cairo, houve dois surtos da peste entre 1430 e 1460, durando um pouco mais que quatro meses em ambos os surtos: no primeiro surto (1430), matou em torno de 90 mil, enquanto que no segundo (1460), cerca de 70 mil pessoas. Estima-se que naquele período, Cairo tivesse uma população de 600 mil habitantes — possivelmente a maior cidade a oeste da China, estipulando algo entre 200–240 mil mortes em menos de um ano.

### Económica
Com um declínio populacional tão grande causado pela peste, os salários aumentaram em resposta à escassez de mão de obra. Os proprietários de terras também foram pressionados a substituir as rendas por serviços de trabalho, num esforço para manter os inquilinos.

### Meio Ambiente
Alguns historiadores acreditam que as inúmeras mortes provocadas pela peste arrefeceram o clima, libertando terras e desencadeando reflorestamentos. Isto pode ter levado à Pequena Idade do Gelo.

### Perseguições
O renovado fervor religioso e o fanatismo floresceram com o despoletar da peste negra. Vários grupos, como judeus, frades, estrangeiros, mendigos, peregrinos, muçulmanos, leprosos, sodomitas e ciganos, foram alvos de perseguições e igualmente considerados culpados pela disseminação da doença e outros com doenças de pele como acne ou psoríase foram mortos em toda a Europa.
Como os curandeiros e os governos do século XIV não tinham quaisquer ferramentas para explicar ou parar a doença, os europeus voltaram-se para forças astrológicas, terremotos e envenenamento de poços pelos judeus como possíveis razões para surtos. Muitos acreditavam que a epidemia era um castigo de Deus pelos seus pecados, e poderiam ser aliviados com o perdão de Deus.
Houve muitos ataques contra comunidades judaicas. No massacre de Estrasburgo, em fevereiro de 1349, cerca de 2 mil judeus foram assassinados. Em agosto de 1349, as comunidades judaicas em Mainz e Colônia foram aniquiladas. Em 1351, 60 comunidades judaicas maiores e 150 menores haviam sido destruídas. Durante esse período, muitos judeus mudaram-se para a Polônia, onde foram recebidos calorosamente pelo rei Casimiro, o Grande.

### Social

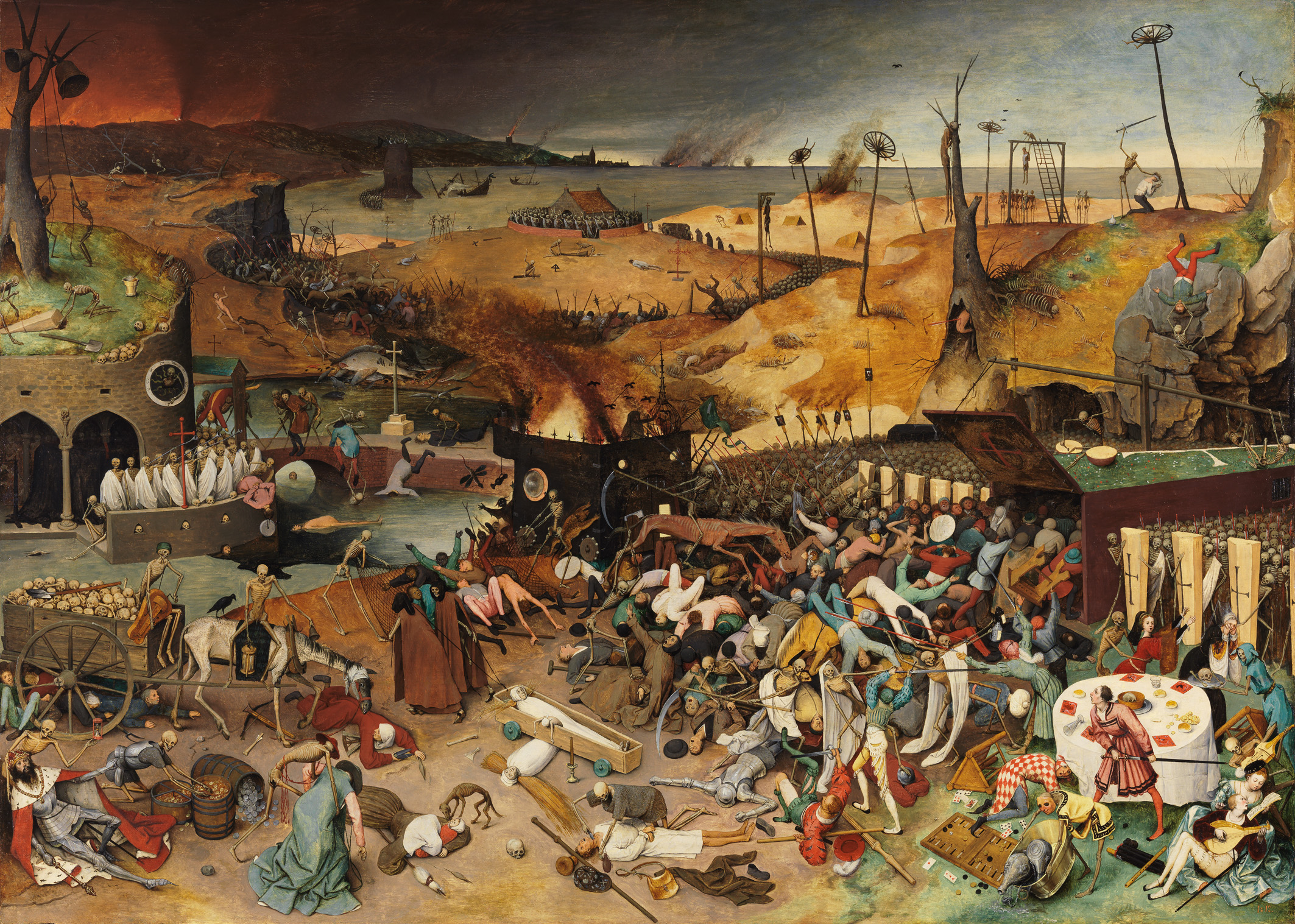
O Triunfo da Morte, de Pieter Bruegel, reflete o levante social e o terror que se seguiu à peste, que devastou a Europa medieval

Uma teoria que foi avançada é que a devastação em Florença causada pela Peste Negra, que atingiu a Europa entre 1348 e 1350, resultou em uma mudança na visão mundial das pessoas na Itália do século XIV e levou ao Renascimento. A Itália foi particularmente afetada pela peste, e especula-se que a familiaridade resultante com a morte fez com que os pensadores pensassem mais nas suas vidas na Terra, em vez de na espiritualidade e na vida após a morte. Também se argumentou que a Peste Negra provocou um fervor religioso com manifestações coletivas de piedade, manifestada no patrocínio de obras de arte religiosas (com representação da morte, dos enterros ou dos corpos em decomposição, em esculturas e pinturas, como um aviso da sua ameaça aos vivos, surge o despertar do fanatismo em resultado do medo gerado pela peste). No entanto, isso não explica completamente por que o Renascimento ocorreu especificamente na Itália no século XIV. A Peste Negra foi uma pandemia que afetou toda a Europa das formas descritas, não apenas a Itália. O surgimento do Renascimento na Itália foi provavelmente o resultado da complexa interação dos fatores acima, em combinação com um influxo de estudiosos gregos após a queda do Império Bizantino.
A peste foi carregada por pulgas em navios que retornavam dos portos da Ásia, espalhando-se rapidamente devido à falta de saneamento adequado: a população da Inglaterra, então com cerca de 4,2 milhões, perdeu 1,4 milhão de pessoas devido à peste bubónica. A população de Florença estava quase pela metade no ano de 1347. Como resultado da dizimação na população, o valor da classe trabalhadora aumentou e os plebeus passaram a gozar de mais liberdade. Para responder à crescente necessidade de mão de obra, os trabalhadores viajaram em busca da posição mais favorável economicamente. O declínio demográfico devido à peste teve consequências económicas: os preços dos alimentos caíram e os valores da terra caíram de 30 a 40% na maior parte da Europa entre 1350 e 1400. Os proprietários enfrentaram uma grande perda, mas, para alguns homens e mulheres comuns, foi um golpe de sorte. Os sobreviventes da peste descobriram não apenas que os preços dos alimentos eram mais baratos, mas também que as terras eram mais abundantes, e muitos deles herdaram propriedades de seus parentes mortos, e isso provavelmente ajudou a desestabilizar o feudalismo.
A propagação da doença foi significativamente mais desenfreada em áreas de pobreza. As epidemias devastaram cidades, principalmente crianças. As pestes eram facilmente disseminadas por piolhos, água potável não sanitária, exércitos ou por falta de saneamento. As crianças foram as mais atingidas porque muitas doenças, como tifo e sífilis congênita, atingem o sistema imunológico, deixando as crianças sem chance de lutar. As crianças nas residências da cidade foram mais afetadas pela propagação de doenças do que as crianças dos mais abastados. A Peste Negra causou uma maior agitação à estrutura social e política de Florença do que as epidemias posteriores. Apesar de um número significativo de mortes entre os membros das classes dominantes, o governo de Florença continuou a funcionar durante esse período. As reuniões formais dos representantes eleitos foram suspensas durante o auge da epidemia devido às condições caóticas da cidade, mas um pequeno grupo de funcionários foi nomeado para conduzir os assuntos da cidade, o que garantiu a continuidade do governo.
Muitas evidências históricas mostram que a terceira pandemia tem muitos casos relatados mundialmente que revelaram ou criaram grandes problemas sociais e desigualdades raciais. Muitos dos portos infectados durante a peste eram, na época, colônias britânicas. Isso significa que nessas colônias o Império Britânico foi responsável pela maioria das ações utilizadas para prevenir a doença. Devido a isso, os britânicos frequentemente acabavam impondo práticas médicas de higiene ocidental e medidas radicais de quarentena em países provinciais como Índia, África do Sul e Hong Kong. Essas medidas sanitárias ocidentais impostas eram novas nessas áreas, causando medo e apreensão aos nativos por parte do governo britânico. Na Índia, quarentenas severas foram inicialmente implementadas pelos governos britânicos, levando ao ressentimento da Índia em relação às medidas de quarentena. Na África do Sul, quando a praga estourou na Colônia do Cabo, o governo britânico tomou uma decisão radical de mover um grande grupo de sul-africanos nativos para áreas periféricas da cidade, na qual historiadores defendem a ideia de que o afastamento decorrente de tal mudança ocasionou a segregação racial. Em Hong Kong, os britânicos aplicaram muitas práticas médicas não convencionais, como levar vítimas da peste em barcos à água e resfriar as vítimas da peste com gelo, o que assustou muitos residentes chineses e os levou a migrarem de volta para a China continental, onde a doença era mais intensa.
Outra área afetada foi durante o grande incêndio de Honolulu (1900) que causou a destruição da região de Chinatown, Honolulu, com mais de 7 mil residentes chineses e japoneses desabrigados. Nos Estados Unidos, quando a praga atingiu São Francisco, houve um grande conflito social no fator do conselho médico da cidade, implementando uma quarentena estrita em todo o distrito de Chinatown depois de descobrirem apenas um caso de praga, fazendo com que muitos questionassem se o problema era causado ou não pelo preconceito racial — de que os residentes de Chinatown possuíam hábitos de má higienização e, portanto, proliferando a peste.

## Recorrências

### Segunda pandemia de peste

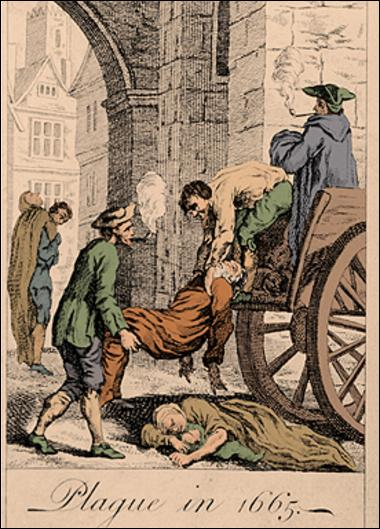
A Grande Peste de Londres, o último grande surto da peste bubônica na Inglaterra, em 1665, matou até 100 mil pessoas

A peste voltou repetidamente a assombrar a Europa e o Mediterrâneo ao longo dos séculos XIV a XVII. Segundo Jean-Noël Biraben, a peste estava presente em algum lugar da Europa todos os anos entre 1346 e 1671. No entanto, há pesquisadores que não possuem certeza a respeito do período exposto por Biraben. A segunda pandemia foi particularmente disseminada nos anos seguintes: 1360–1363; 1374; 1400; 1438–1439; 1456–1457; 1464–1466; 1481–1485; 1500–1503; 1518–1531; 1544–1548; 1563–1566; 1573–1588; 1596–1599; 1602–1611; 1623–1640; 1644–1654; e 1664–1667. Os surtos subsequentes, embora graves, marcaram um retrocesso da maior parte da Europa (século XVIII) e norte da África (século XIX). Segundo Geoffrey Parker, "só a França perdeu quase um milhão de pessoas devido à peste na epidemia de 1628–1631".
Na Inglaterra, na ausência de números do censo, os historiadores propõem uma série de números da população pré-incidente de seis milhões em 1300, e uma população pós-incidente de 1,5 milhões. No final de 1350, a Peste Negra diminuiu, mas ocorreram outros surtos em 1361–1362, 1369, 1379–1383, 1389–1393 e durante a primeira metade do século XV. Um surto em 1471 atingiu 10 a 15% da população, enquanto a taxa de mortalidade da peste de 1479 a 1480 poderia ter chegado a 20%. Os surtos mais gerais na Inglaterra de Tudor e Stuart parecem ter começado em 1498, 1535, 1543, 1563, 1589, 1603, 1625 e 1636, finalizando com a Grande Peste de Londres em 1665.
Em 1566, estimasse que 25 mil pessoas tenham morrido da peste em Paris. Durante os séculos XVI e XVII, a peste esteve presente em Paris cerca de 30% do tempo. A Peste Negra devastou a Europa por três anos antes de continuar na Rússia, onde a doença estava presente em algum lugar do país 25 vezes entre 1350 e 1490. As epidemias de peste devastaram Londres em 1563, 1593, 1603, 1625, 1636 e 1665, reduzindo a sua população entre 10 a 30% durante esses anos. Mais de 10% da população de Amsterdão morreu em 1623–1625 e novamente em 1635–1636, 1655 e 1664. A peste ocorreu em Veneza 22 vezes entre 1361 e 1528. A peste de 1576–1577 obteve um aumento de 28% no índice de mortalidade em Veneza — equivalente a 50 mil mortes em uma população de 180 mil venezianos. Os surtos tardios na Europa central incluíram a Peste italiana de 1629–1631, associada a movimentos de tropas durante a Guerra dos Trinta Anos, e a Grande Peste de Viena em 1679. Mais de 60% da população da Noruega morreu em 1348–1350. O último surto de peste devastou Oslo em 1654.
Na primeira metade do século XVII, uma peste reivindicou cerca de 1,7 milhão de vítimas na Itália, ou cerca de 14% da população. Em 1656, a Peste de Nápoles matou cerca de metade dos 300 mil habitantes de Nápoles. Mais de 1,25 milhões de mortes resultaram da extrema incidência de peste na Espanha do século XVII. A peste de 1649 provavelmente reduziu a população de Sevilha pela metade. A epidemia também alastrou-se durante a Grande Guerra do Norte (1700–1721), disputa entre o Império Sueco contra o Czarado da Rússia, matando cerca de 100 mil e 300 mil, respectivamente, entre os anos de 1709 e 1713. A peste matou dois terços dos habitantes de Helsínquia e reivindicou um terço da população de Estocolmo. A última grande epidemia da Europa Ocidental ocorreu em 1720 em Marselha. A peste russa de 1770–1772 matou até 100 mil pessoas em Moscovo. Estima-se que 60 mil pessoas morreram durante a peste de Caragea em 1813–1814, 20 a 30 mil delas em Bucareste.
A Peste Negra devastou também grande parte do mundo islâmico. A peste estava presente em pelo menos um local no mundo islâmico praticamente todos os anos entre 1500 e 1850. A peste atingiu várias vezes as cidades do norte da África. Argel perdeu 30 a 50 mil habitantes em 1620–1621 e novamente em 1654–1657, 1665, 1691 e 1740–1742. A peste permaneceu um grande evento na sociedade otomana até ao segundo quarto do século XIX. Entre 1701 e 1750, trinta e sete epidemias maiores e menores foram registradas em Constantinopla, e outras trinta e uma entre 1751 e 1800. Bagdade sofreu severamente com as visitas da peste e, por vezes, dois terços da população foi exterminada.

### Terceira pandemia de peste
A terceira pandemia de peste (1855) foi uma grande pandemia de peste bubônica que começou em Iunã, China, durante o quinto ano do imperador Xianfeng da dinastia Qing. Espalhou-se por todos os continentes habitados e vitimou 10–12 milhões de pessoas somente na Índia e China, tornando uma das pandemias mais mortais da história — estima-se que mais de 15 milhões de pessoas mundialmente.
Um reservatório natural ou nicho da peste centrou-se no oeste de Iunã. A terceira pandemia de peste se originou na área após um rápido influxo de chineses Han demandarem por minerais, principalmente o cobre, na segunda metade do século XIX. Em 1850, a população se expandiu para mais de 7 milhões de pessoas. O aumento do transporte em toda a região colocou as pessoas em contato com pulgas infectadas pela peste, o principal vetor entre o rato de peito amarelo — Rattus flavipectus — e humanos. Muitos trouxeram pulgas e ratos de volta às crescentes áreas urbanas, onde pequenos surtos às vezes atingiam proporções epidêmicas. A praga se espalhou ainda mais depois que as disputas entre os mineiros chineses Han e muçulmanos Hui no início da década de 1850 irromperam em uma revolta violenta, conhecida como a Revolta dos Panthay, que levou a novos deslocamentos por movimentos de tropas e migrações de refugiados. O surto da peste ajudou a recrutar pessoas para a Rebelião Taiping. A praga começou a aparecer nas províncias de Guangxi e Guangdong, na Ilha de Hainan e depois no delta do rio das Pérolas, incluindo Guangdong e Hong Kong. Embora o historiador William H. McNeill e outros acreditassem que a praga tenha sido trazida do interior para as regiões costeiras por tropas que retornavam das batalhas contra os rebeldes muçulmanos, Benedict sugeriu evidências a favor do crescente e lucrativo comércio de ópio, que começou depois de cerca de 1840. Na cidade de Guangzhou, a partir de março de 1894, a doença matou 80 mil pessoas em poucas semanas. O tráfego diário de água na cidade vizinha de Hong Kong espalhou rapidamente a doença. Em dois meses, após 100 mil mortes, as taxas de mortalidade caíram abaixo das taxas de epidemia, mas a doença continuou a ser endêmica em Hong Kong até 1929.
Doze surtos de peste na Austrália entre 1900 e 1925 resultaram em mais de mil mortes, principalmente em Sydney. Isso levou ao estabelecimento de um Departamento de Saúde Pública no país, que realizou algumas pesquisas de ponta sobre a transmissão da peste de pulgas de ratos a humanos através do bacilo Yersinia pestis. A primeira epidemia de peste na América do Norte foi a praga de São Francisco de 1900 a 1904, seguida por outro surto em 1907 a 1908. De acordo com a Organização Mundial da Saúde (OMS), a pandemia foi considerada ativa até 1960, quando o número de vítimas mundiais caiu para 200 ao ano.
Os métodos modernos de tratamento incluem inseticidas, uso de antibióticos e uma vacina contra a peste. Teme-se que a bactéria da peste possa desenvolver resistência a medicamentos e novamente voltar a ser uma grande ameaça à saúde. Um caso de uma forma resistente à droga da bactéria foi encontrado em Madagascar em 1995. Um novo surto em Madagascar foi relatado em novembro de 2014. Em outubro de 2017, o surto mais mortal da peste nos tempos modernos atingiu Madagascar, matando 170 pessoas e infectando milhares.